# Trofeo Cruz Roja del Mar de San Sebastián
El Trofeo Cruz Roja del Mar de San Sebastián fue una competición de remo, concretamente de traineras, que tuvo lugar en San Sebastián en 1984.

## Historia
Con motivo de recaudar fondos para reponer el material de Salvamento de la Cruz Roja del Mar de San Sebastián, que se había destruido en un incendio, se celebró esta competición el 22 de julio de 1984. El lugar de celebración fue en la playa de la Concha, organizada por la Federación Guipuzcoana de Remo y el Club Deportivo Fortuna, con el patrocinio de la Caja Laboral Popular.

## Resultado
| Puesto | Nombre        | Tiempo   |
| ------ | ------------- | -------- |
| 1º     | Zumaya        | 19:52:78 |
| 2º     | San Sebastián | 20:01:33 |
| 3º     | San Juan      | 20:01:52 |
| 4º     | Castro        | 20:04:19 |
| 5º     | Isuntza       | 20:04:92 |
| 6º     | Fuenterrabía  | 20:10:69 |
| 7º     | Pedreña       | 20:11:85 |
| 8º     | Ur-Kirolak    | 20:19:06 |
| 9º     | San Pedro     | 20:30:02 |
| 10º    | Fortuna       | 20:51:90 |
| 11º    | Ondárroa      | 21:01:70 |
| 12º    | Deusto        | 21:27:84 |

- Datos: Q3540375